# Daemon (musikalbum)
Daemon är black metal-bandet Mayhems sjätte studioalbum, släppt den 25 oktober 2019.

## Låtförteckning
1. The Dying False King
2. Agenda Ignis
3. Bad Blood
4. Malum
5. Falsified and Hated
6. Aeon Daemonium
7. Worthless Abominations Destroyed
8. Daemon Spawn
9. Of Worms and Ruins
10. Invoke the Oath

Bonuslåtar
1. Everlasting Dying Flame
2. Black Glass Communion

## Topplistor
| Land                                  | Högsta Position |
| ------------------------------------- | --------------- |
| Sverige (albumlista)                  | 32              |
| Sverige (fysiska)                     | 3               |
| Storbritannien (Rock och Metal album) | 8               |